# Liste der Kardinalskreierungen Johannes’ XVIII.
Papst Johannes XVIII. (1003–1009) kreierte in zwei Konsistorien zwei Kardinäle.

## 1004
- Pietro da Albano, Kardinalbischof von Albano, dann (1009) Papst Sergius IV., † 12. Mai 1012

## 1005
- Tiberio (oder Gregorio?)[2], Kardinalbischof von Ostia, † um 1012

## Belege
1. ↑   Konsistorien Johannes’ XVIII.. In: Salvador Miranda: The Cardinals of the Holy Roman Church. (Website der Florida International University, englisch)
2. ↑  Tiberio von Ostia. In: Salvador Miranda: The Cardinals of the Holy Roman Church. (Website der Florida International University, englisch)